# زنیا نول
زنیا نول (سیریلیک صربی: Ксенија Кнол، آوانگاری: Ksenija Knol ; زادهٔ ۲ سپتامبر ۱۹۹۲) یک تنیس‌باز سوئیسی است.
نول اولین حضور خود در تور WTA را در گرندپری بوداپست ۲۰۱۳ با ورود مستقیم به قرعه کشی اصلی انجام داد، در ست‌های مستقیم در برابر شماره ۱۱ جهانی سابق، شاهار پیر اسرائیل، شکست خورد.
نول اولین بازی خود را برای تیم جام فدرال سوئیس در سال ۲۰۱۵ انجام داد